# Simultankirche Gau-Odernheim

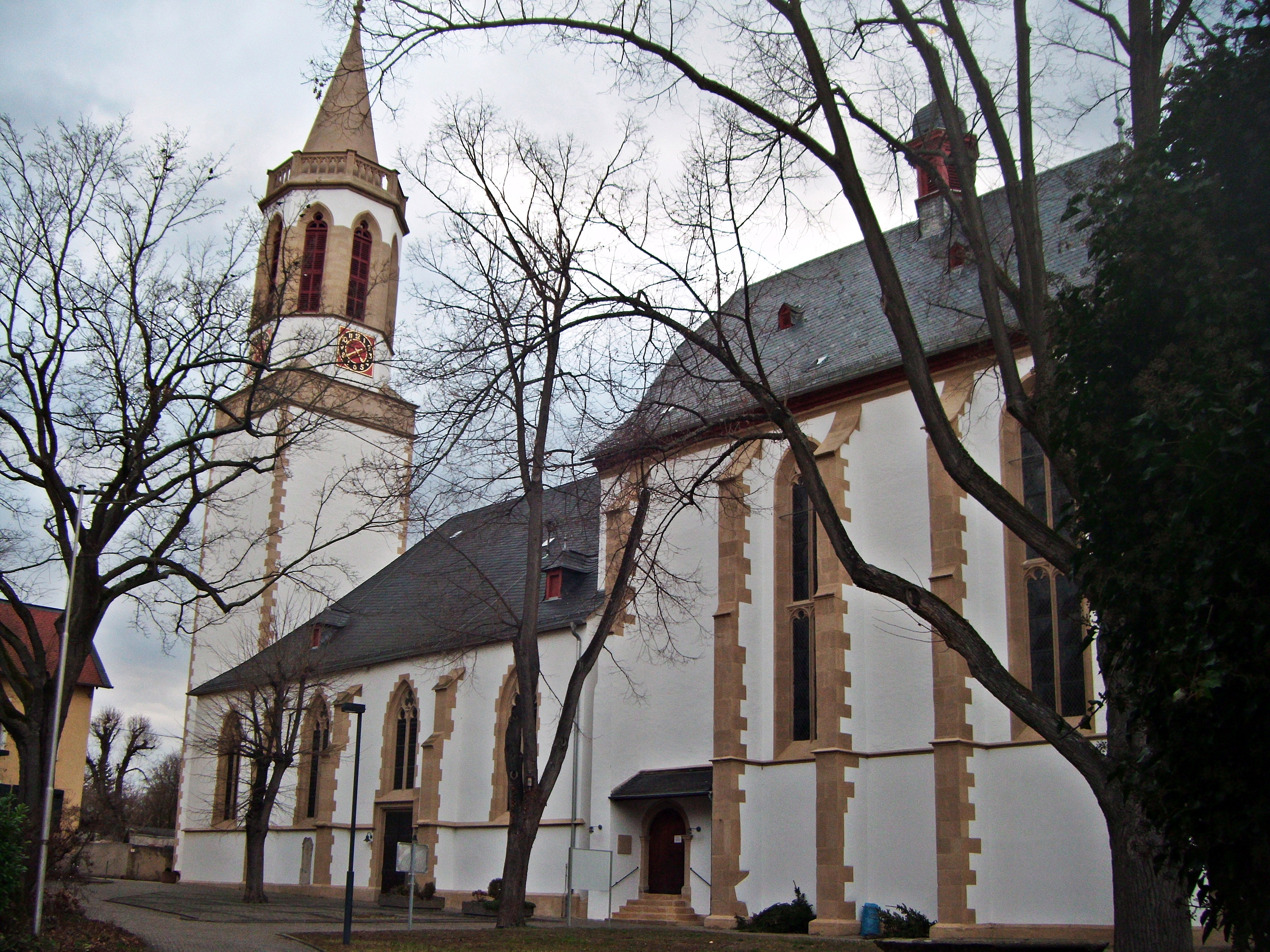
Simultankirche Gau-Odernheim: links Glockenturm und das evangelische Langhaus, rechts der katholische Chor

Die Simultankirche Gau-Odernheim ist ein spätgotisches zweischiffiges Kirchengebäude, das in der Mitte mit einer Mauer in einen katholischen und einen evangelischen Teil getrennt ist.

## Geschichte

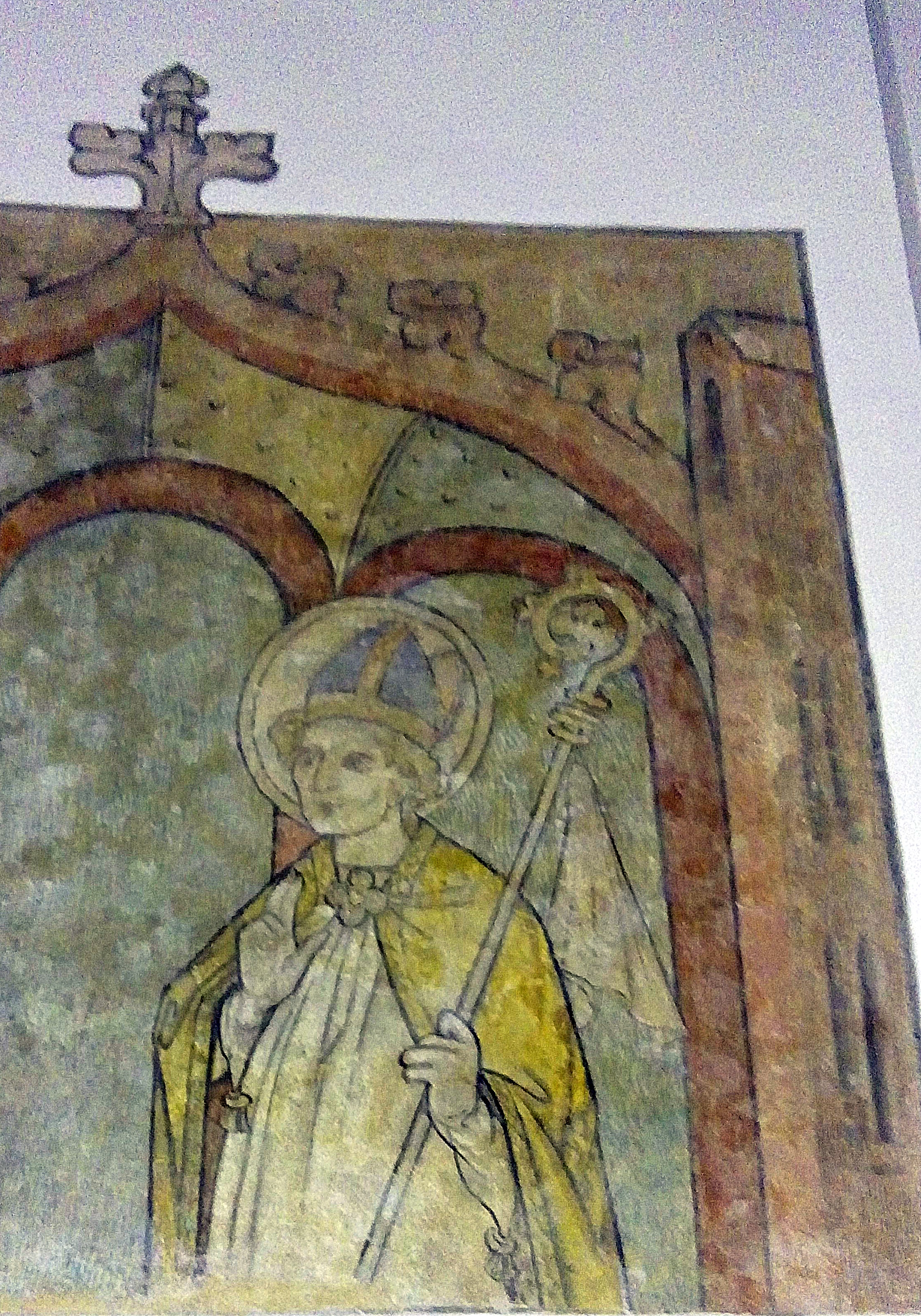
St. Rufus von Metz, um 1450, Langhaus, Seitenschiff

Eine romanische Vorgängerkirche ist schon Mitte des 9. Jahrhunderts nachweisbar. Ihre Grundmauern wurden um 1965 entdeckt und wissenschaftlich untersucht. Sie gehörte dem Metzer Domstift St. Stephan. Um 850 überführte man hierher die Gebeine des Hl. Rufus, eines frühen Metzer Bischofs. Es entstand eine Wallfahrt und später der bedeutende gotische Neubau der heutigen Simultankirche.
Die Rufus-Reliquien lagen in einem Hochgrab, dessen Stein-Sarkophag und figurengeschmückter Deckel (von 1418) erhalten sind. Unter dem Mainzer Bistumsadministrator Adalbert von Sachsen ließ man Grab bzw. Reliquien eingehend untersuchen und zog Erkundigungen in Metz ein. Da ein positives Gutachten erfolgte, erlaubte er mit Urkunde vom 23. September 1483 die feierliche Sargöffnung und Ausstellung der Gebeine an zwei Tagen im Jahr; außerdem gewährte er einen Ablass für die Pilger.
Die qualitative Darstellung auf dem (heute im kath. Chor befindlichen) Sargdeckel wurde in der Reformationszeit stark beschädigt; Gesicht und andere Teile sind abgeschlagen. Die Reliquien gelten als verschollen. Nach einer ungesicherten Mitteilung des Historikers Valentin Ferdinand Gudenus (1679–1758) sollen die Spanier den Leib des Heiligen, im Dreißigjährigen Krieg, nach Brügge in den Spanischen Niederlanden gebracht haben, um ihn vor Vernichtung zu bewahren.
Im Langhaus der Kirche ist ein mittelalterliches Wandbild des Hl. Rufus erhalten. Ein Fenster des Chores zeigt eine Rufus-Darstellung des 19. Jahrhunderts, die der Abbildung auf dem Sargdeckel nachempfunden ist.

## Baugeschichte
Der gotische Bau erfolgte zwischen 1415 und 1420 unter dem Architekten Johann von Diepach. Der Chor wurde von Meister Arnold zwischen 1497 und 1507 gestaltet. Bei der Pfälzischen Kirchenteilung von 1705 erhielten die Protestanten das Langhaus, die Katholiken den Chor des Gotteshauses. Diese Aufteilung dauert bis heute an. Zunächst durch eine Bretterwand geteilt, errichtete man 1891 die heutige Trennmauer zwischen beiden Teilen.

## Nutzung

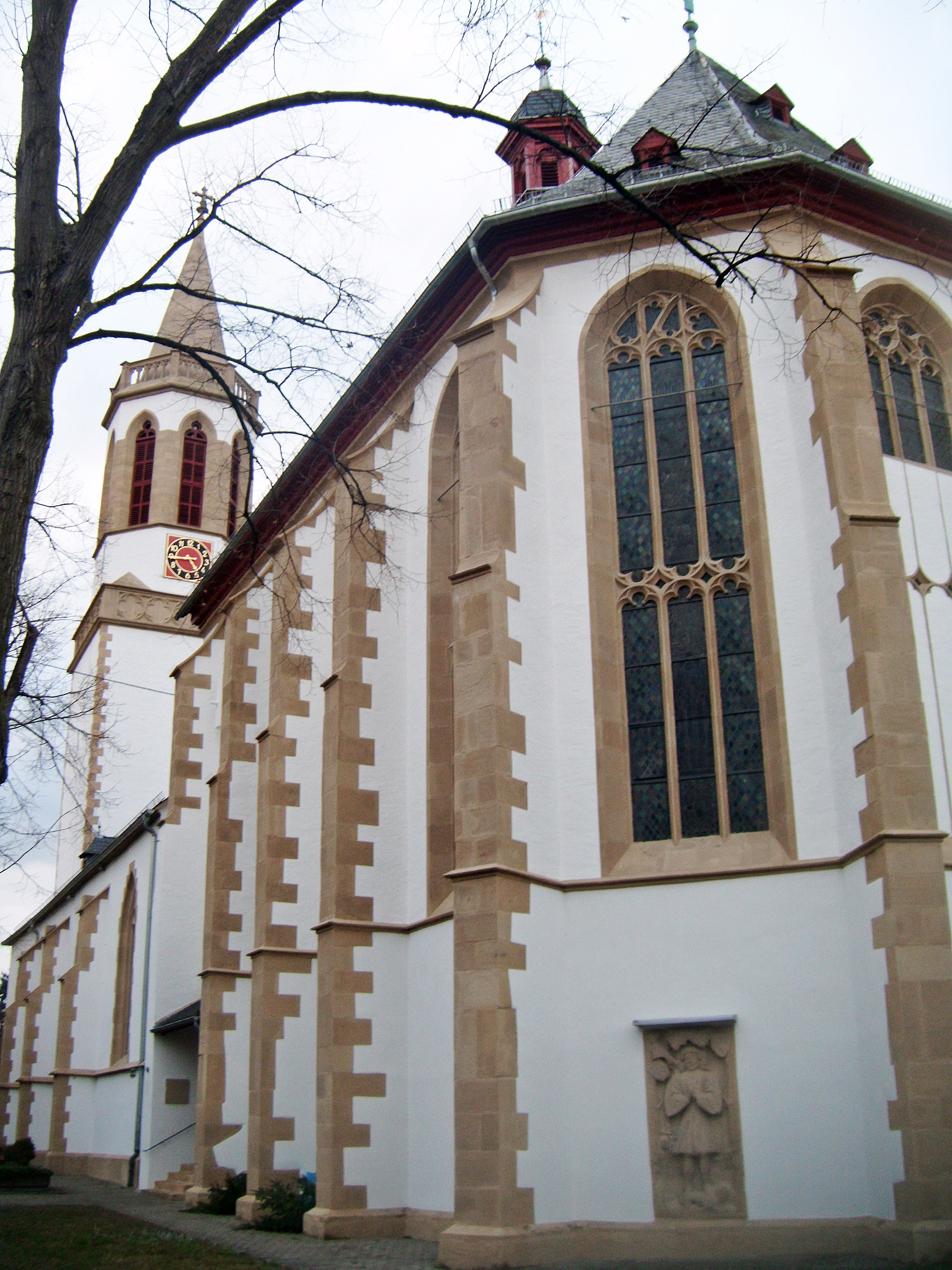
Die Kirche von Osten

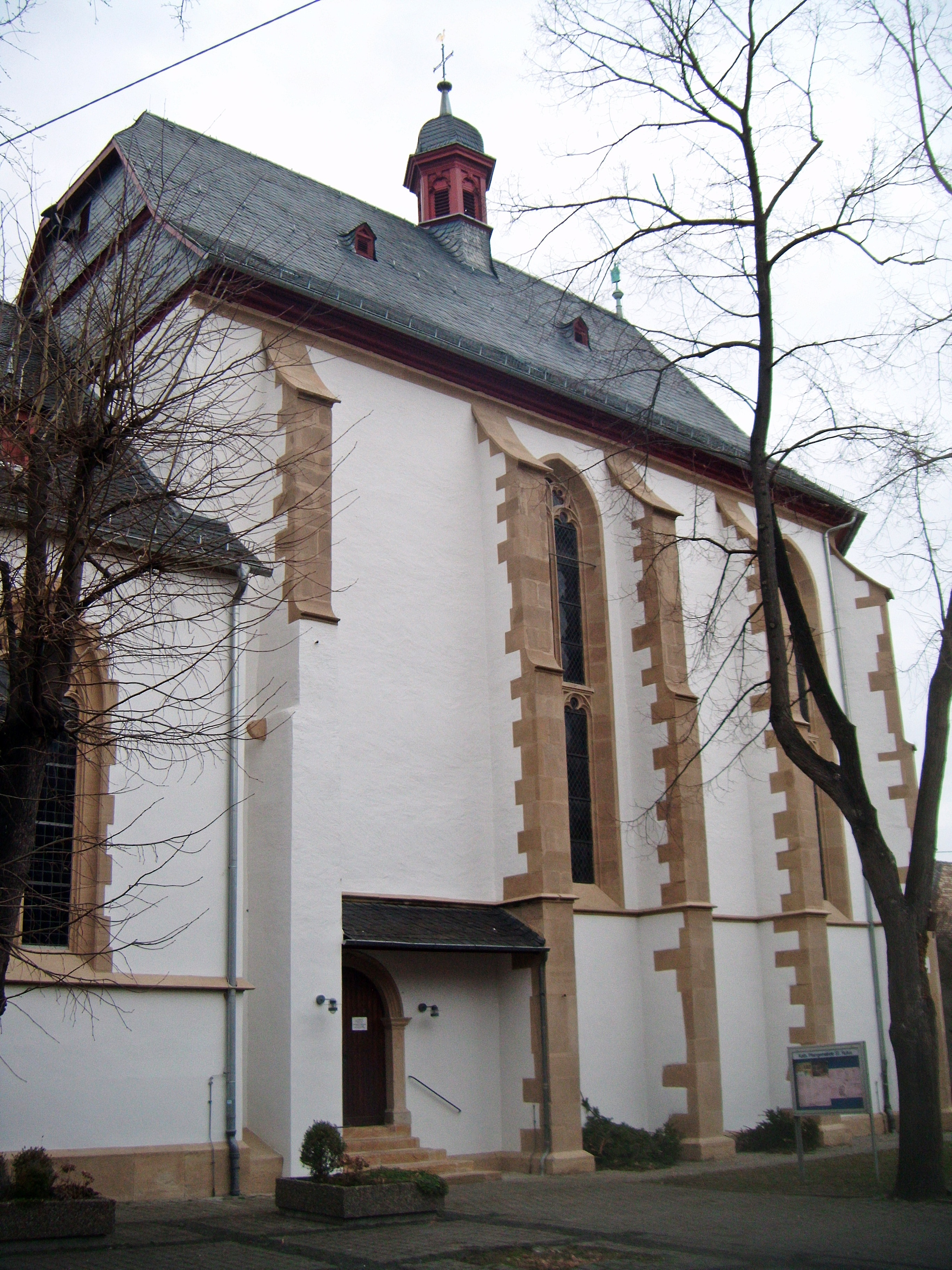
Chor mit Anschluss des Langhauses

Die evangelische Gemeinde benutzt das Hauptschiff (Langhaus) der Kirche und die Katholiken halten ihre Gottesdienste im Chor. Der katholische Teil ist nach wie vor dem Hl. Rufus geweiht und heißt „St.-Rufus-Kirche“, der evangelische „ehemalige Stadtkirche“.

## Ausstattung

### Chor
Der Chor hat zwei Joche mit Fünfachtelschluss, die Netzgewölbe wurden 1535 und 1589 ausgebessert. Dort befindet sich derzeit die beschädigte Grabplatte des Hl. Rufus. Vom Meister des Wolf von Dalbergschen Grabmals in Oppenheim stammt das dortige Doppelgrabmal für Eberhard Vetzer von Geispitzheim († 1520) und Lisa von Ingelheim († 1519). Es handelt sich hierbei um lebensgroße Bildnisfiguren unter Doppelarkade, über Lisa von Ingelheim befindet sich ein wappenhaltender Engel.
Die Kanzel stammt um 1720. Der Hochaltar stammt von 1773, das Altarbild Anbetung der Hirten wurde sehr wahrscheinlich in der Seekatz-Werkstatt gefertigt. Das obere Bild zeigt die ‚Überreichung eines Skapuliers an eine Ordensfrau‘ stammt angeblich aus einem Mainzer Kloster.
Eine der Figuren stellt den Heiligen Wendelin dar, sie gehört dem Rokoko an.
Der Chor besitzt eine Stumm-Orgel von 1773. Sie wurde 2001 im Zuge einer Renovierung des katholischen Teils der Kirche restauriert. Die Maßwerkfenster sind quergeteilt.
An der Nordseite schließt sich eine zweigeschossige gewölbte Sakristei an. Im Obergeschoss ist der Stein-Sarkophag aufgestellt, in dem einst die Rufus-Reliquien lagen.

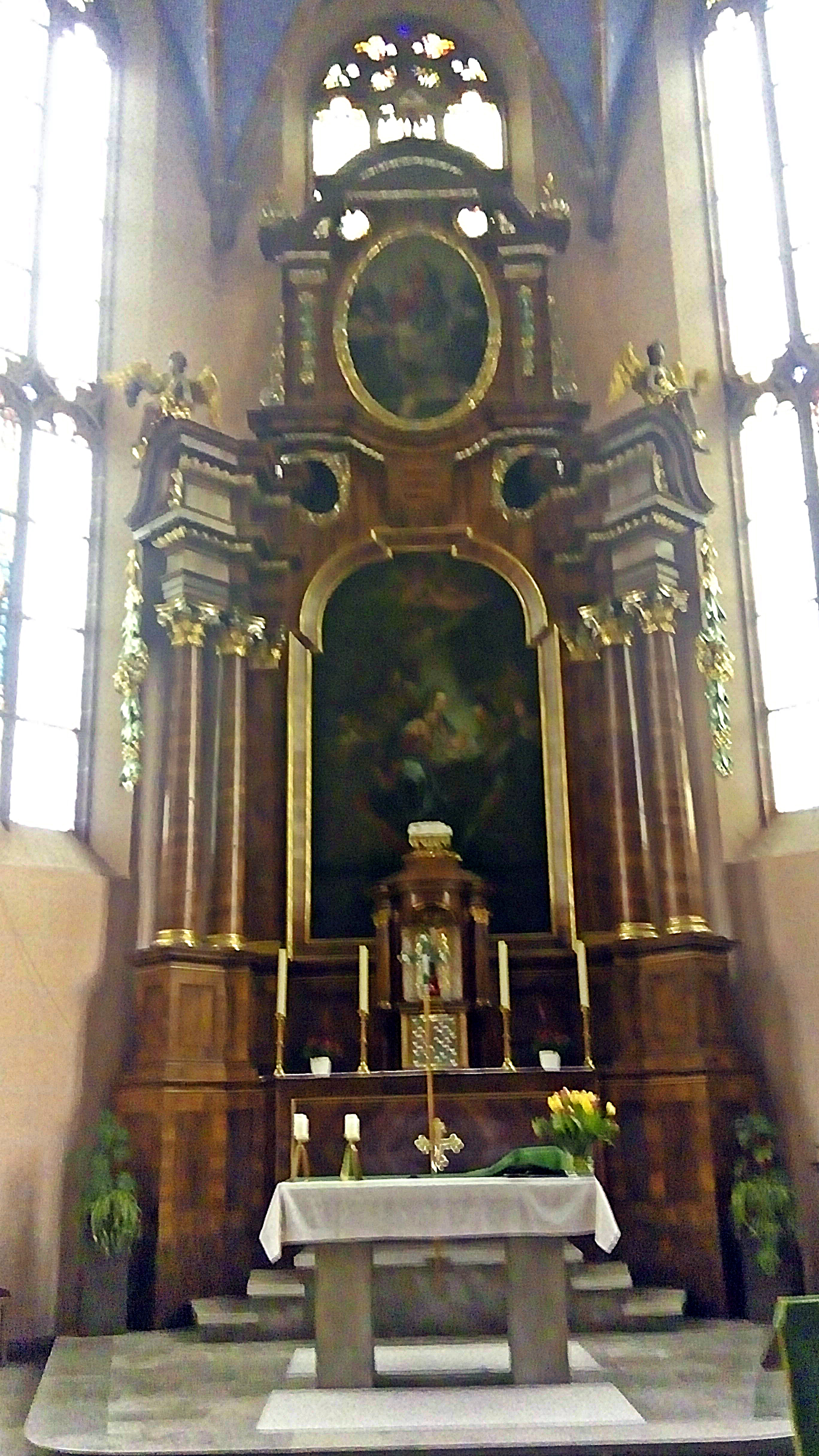
Hochaltar im Chor
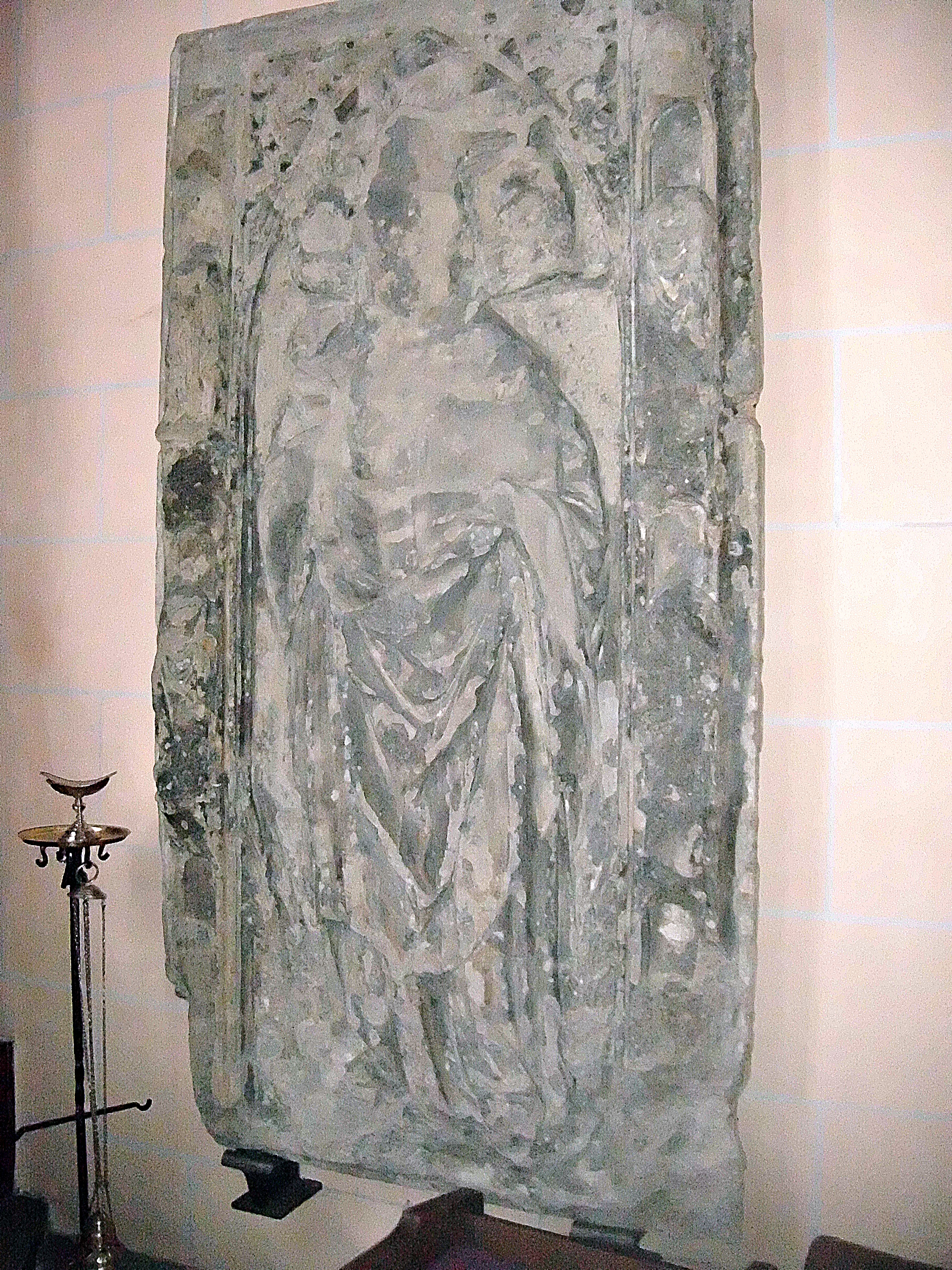
Beschädigte Rufus-Grabplatte (1418) im Chor
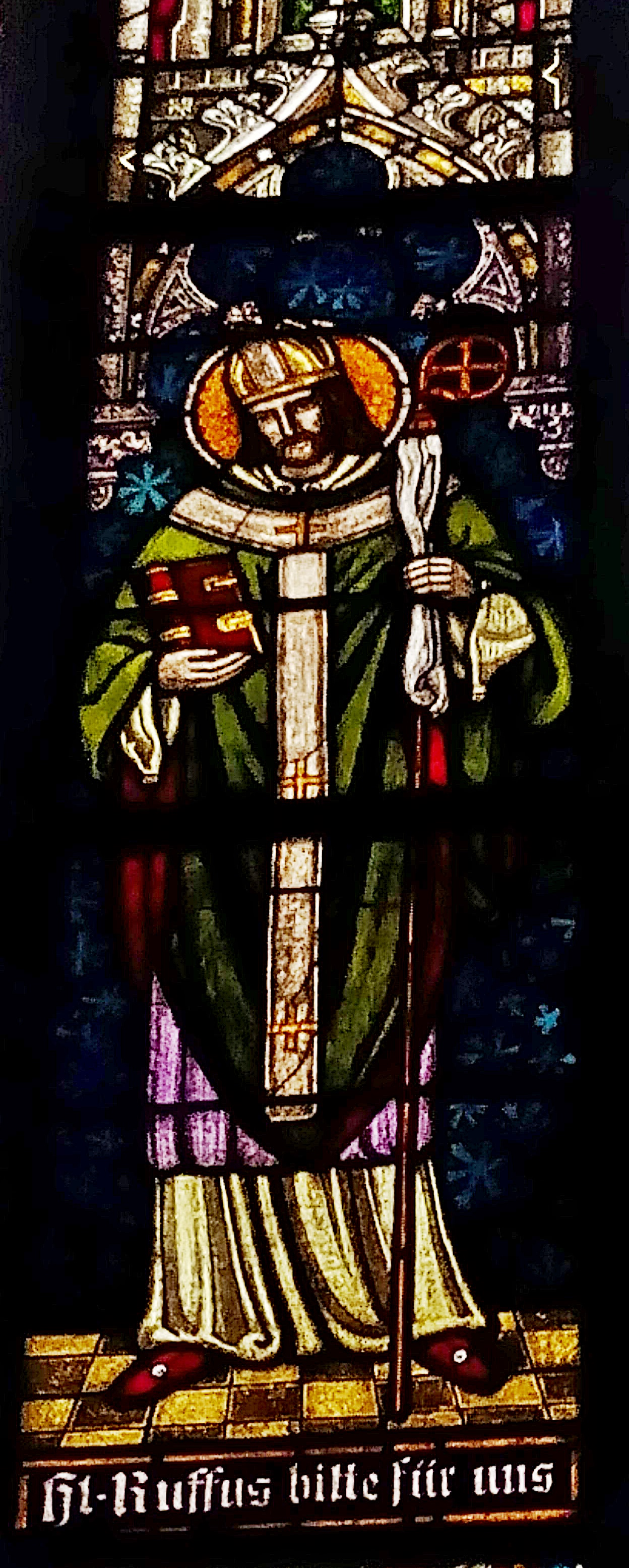
Rufus-Darstellung aus dem 19. Jahrhundert, Fenster im Chor
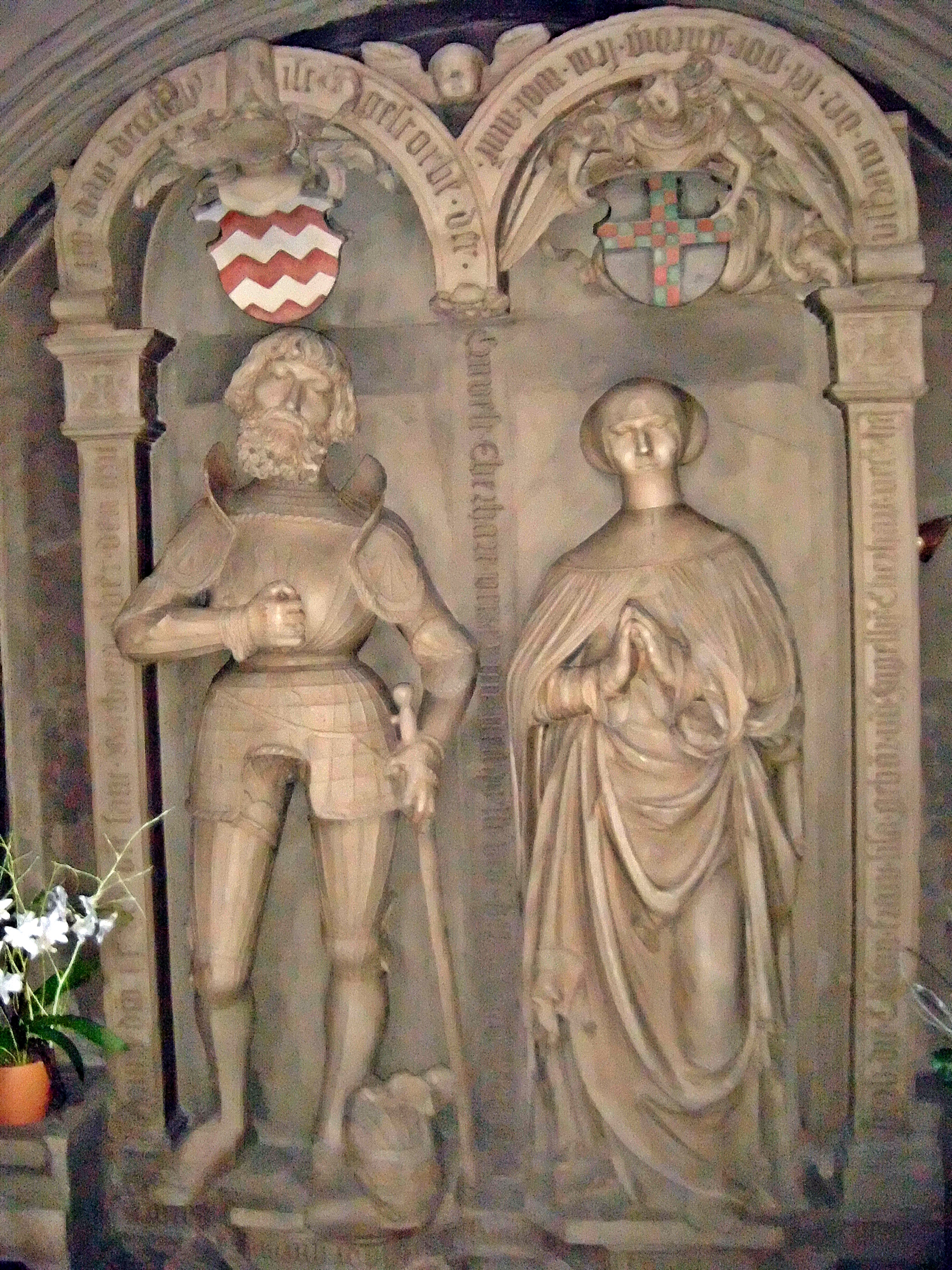
Doppelgrabmal für Eberhard Vetzer von Geispitzheim († 1520) und Lisa von Ingelheim († 1519)

### Langhaus

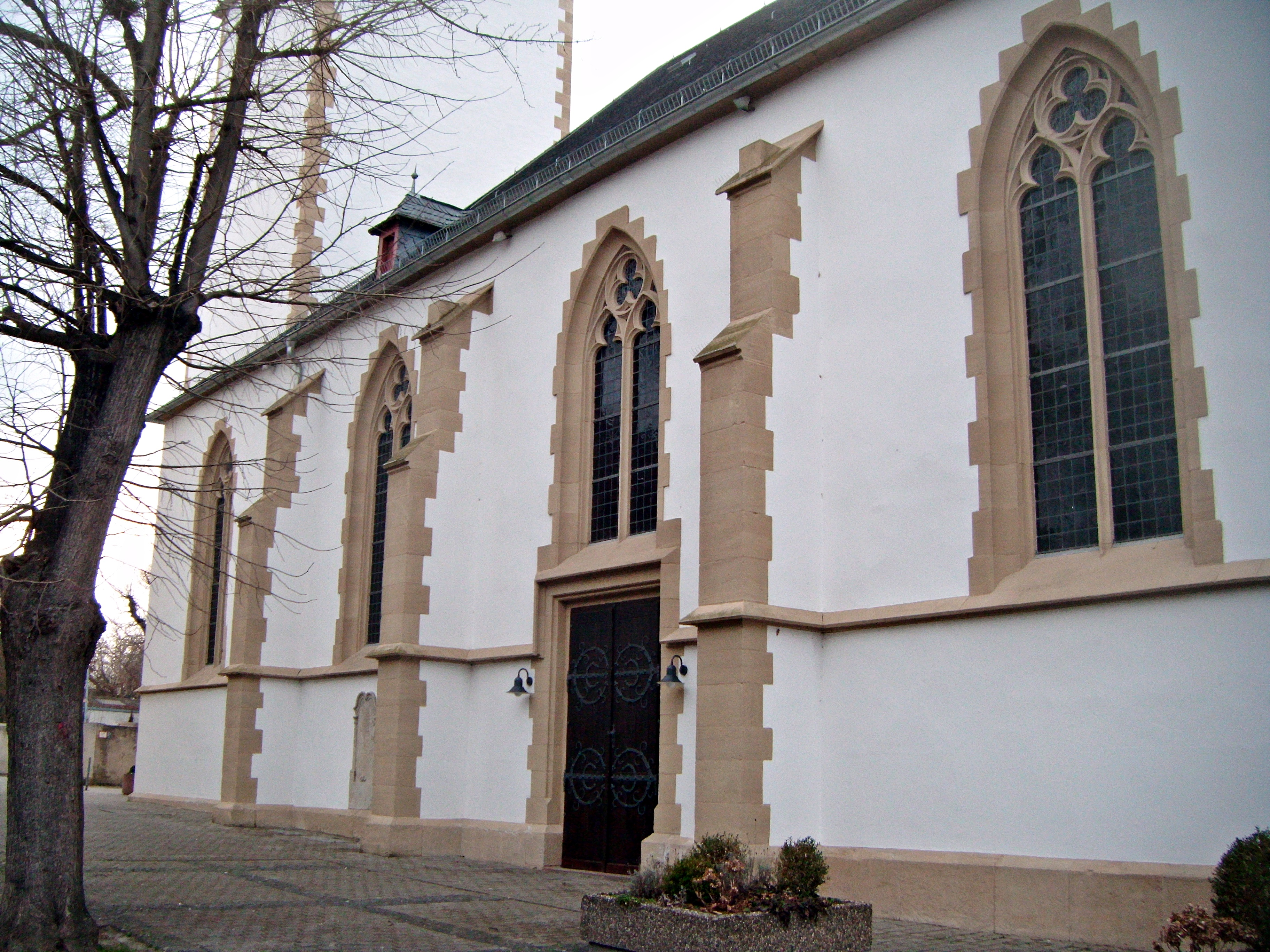
Langhaus

Zu der Ausstattung im evangelisch genutzten Langhaus gehört eine achtseitige Steinkanzel über einer Balustersäule, welche mit I.B. und I.W.B 1543 bezeichnet ist. Aus der Hans-Backoffen-Schule stammen die Apostelfiguren in den Nischen. Der Taufstein stammt um 1500 deren Fuß jedoch neuer ist. Die Orgel wurde 1775 gefertigt. Es sind bedeutende Reste einer mittelalterlichen Ausmalung aus dem 15. Jahrhundert erhalten.

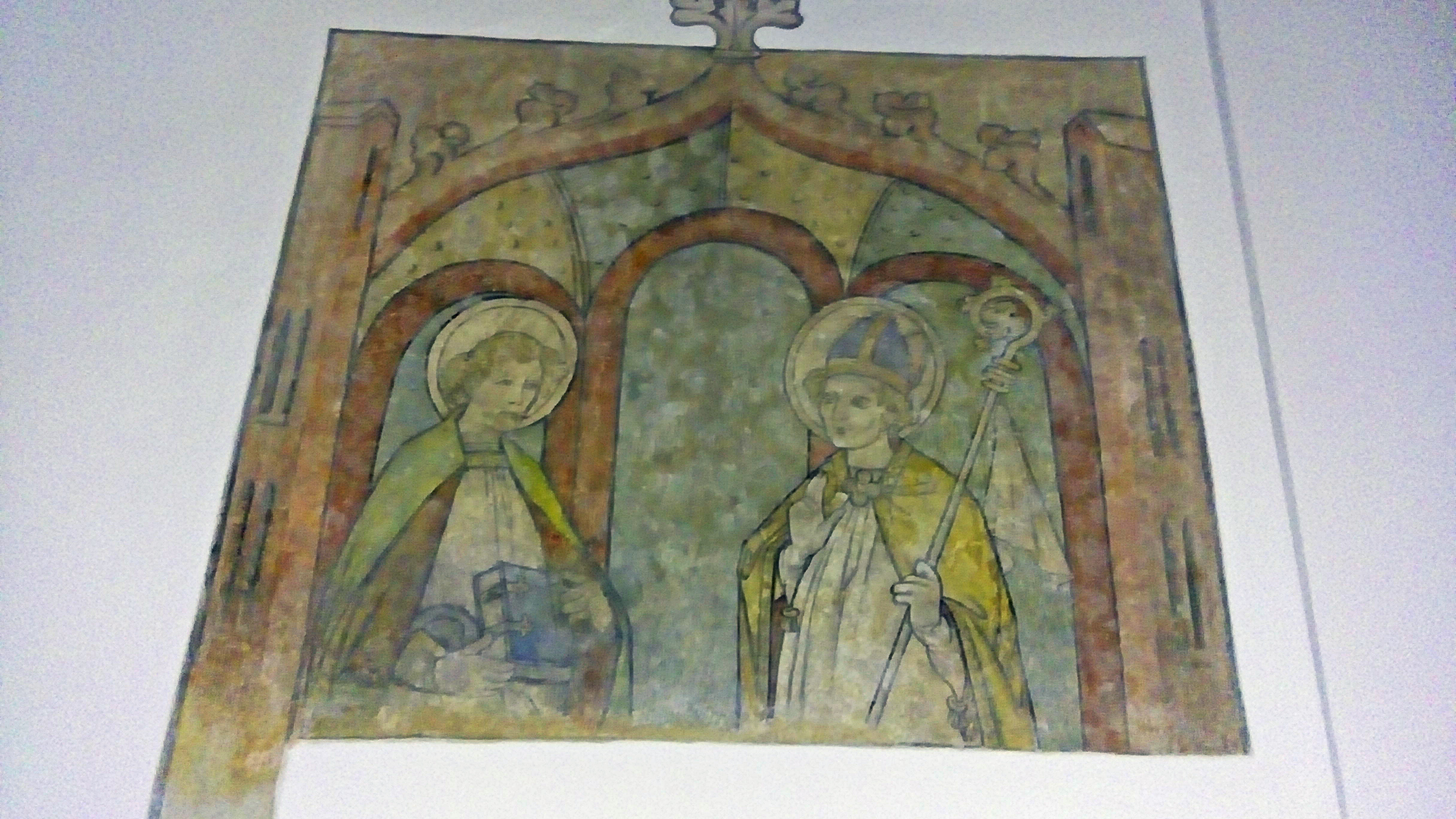
Langhaus, mittelalterliches Wandgemälde, St. Stephanus (links), St. Rufus (rechts)
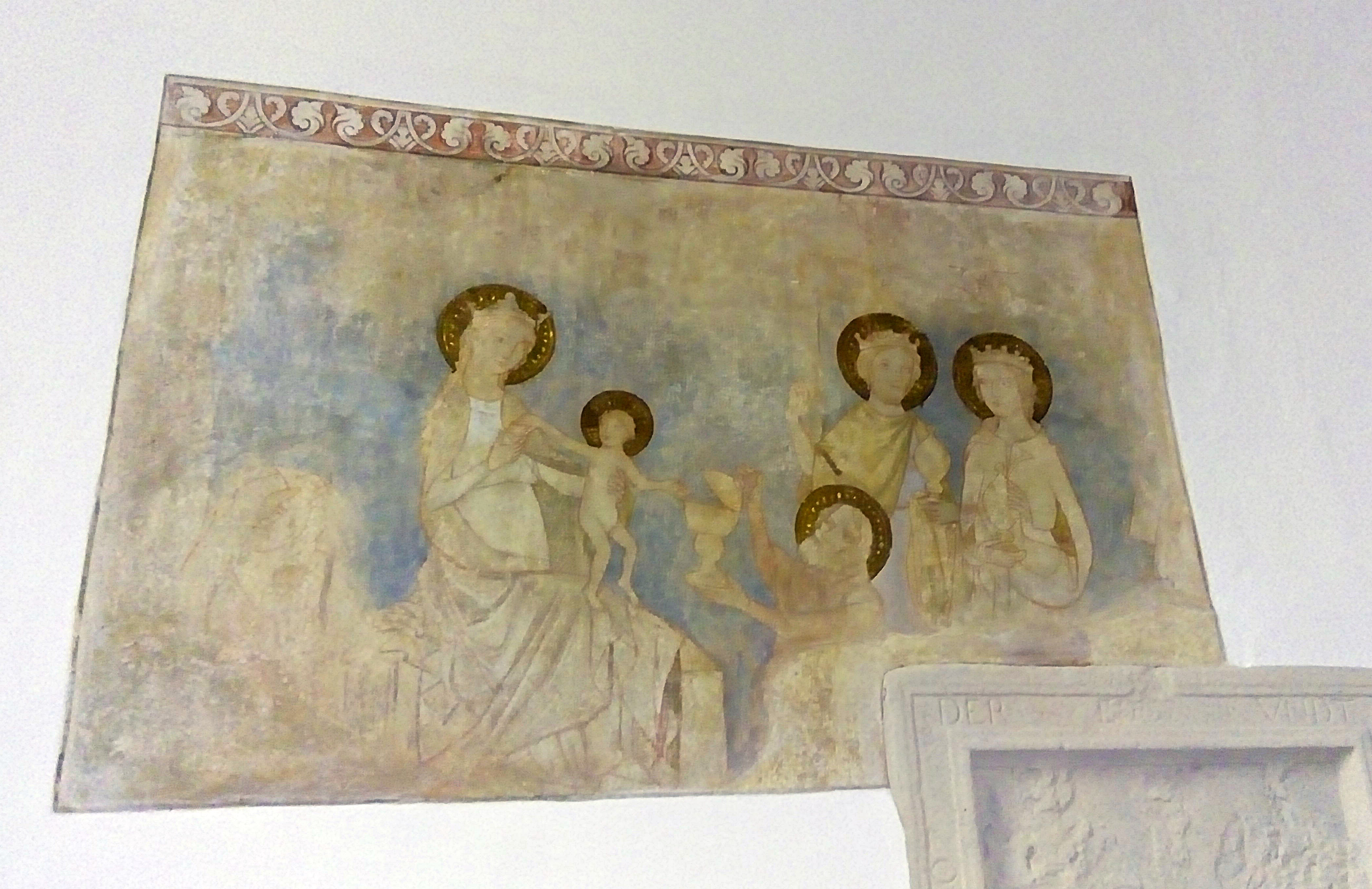
Langhaus, mittelalterliches Wandgemälde „Anbetung der Könige“
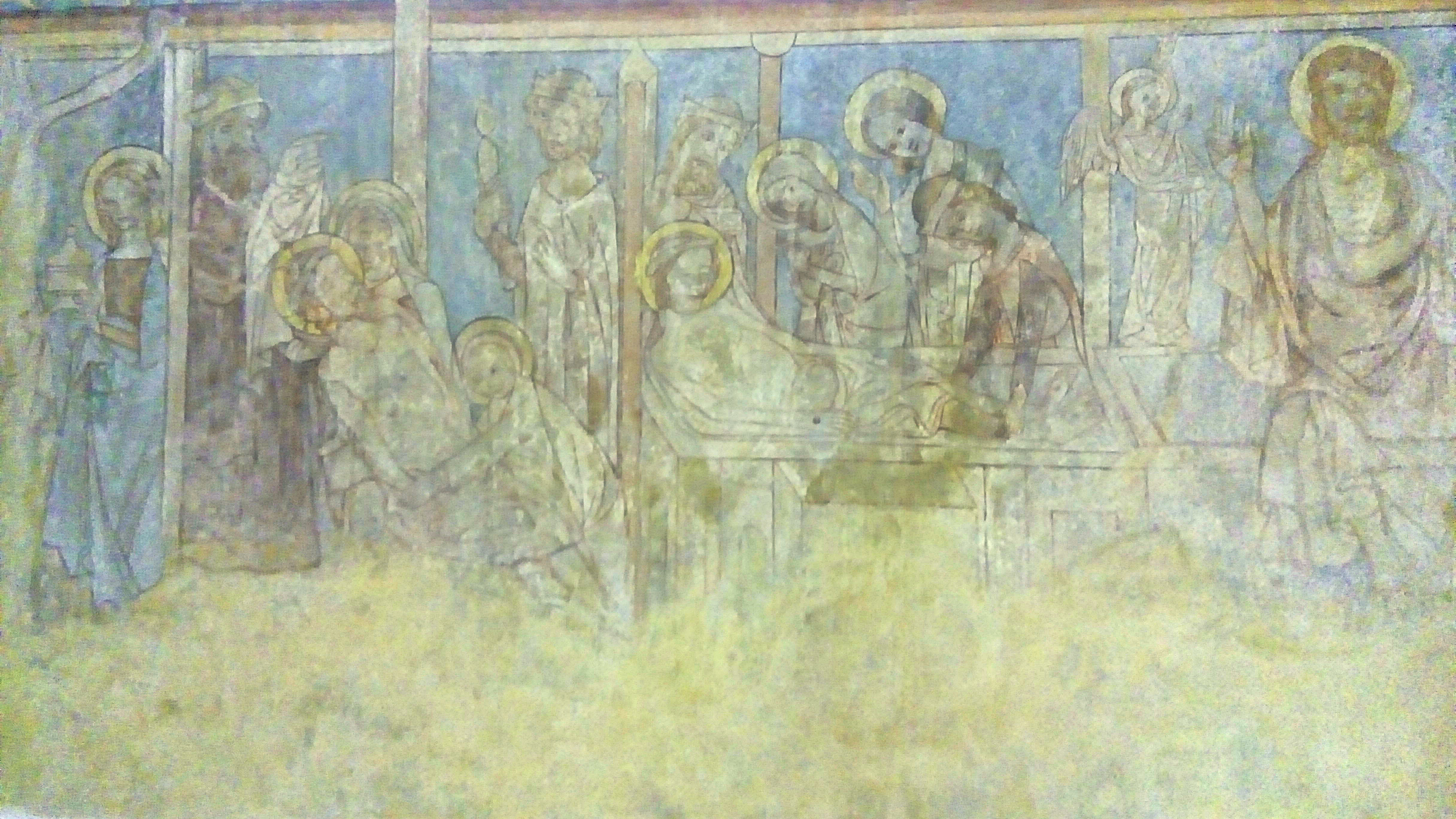
Langhaus, mittelalterlicher Passionszyklus

## Glockenturm

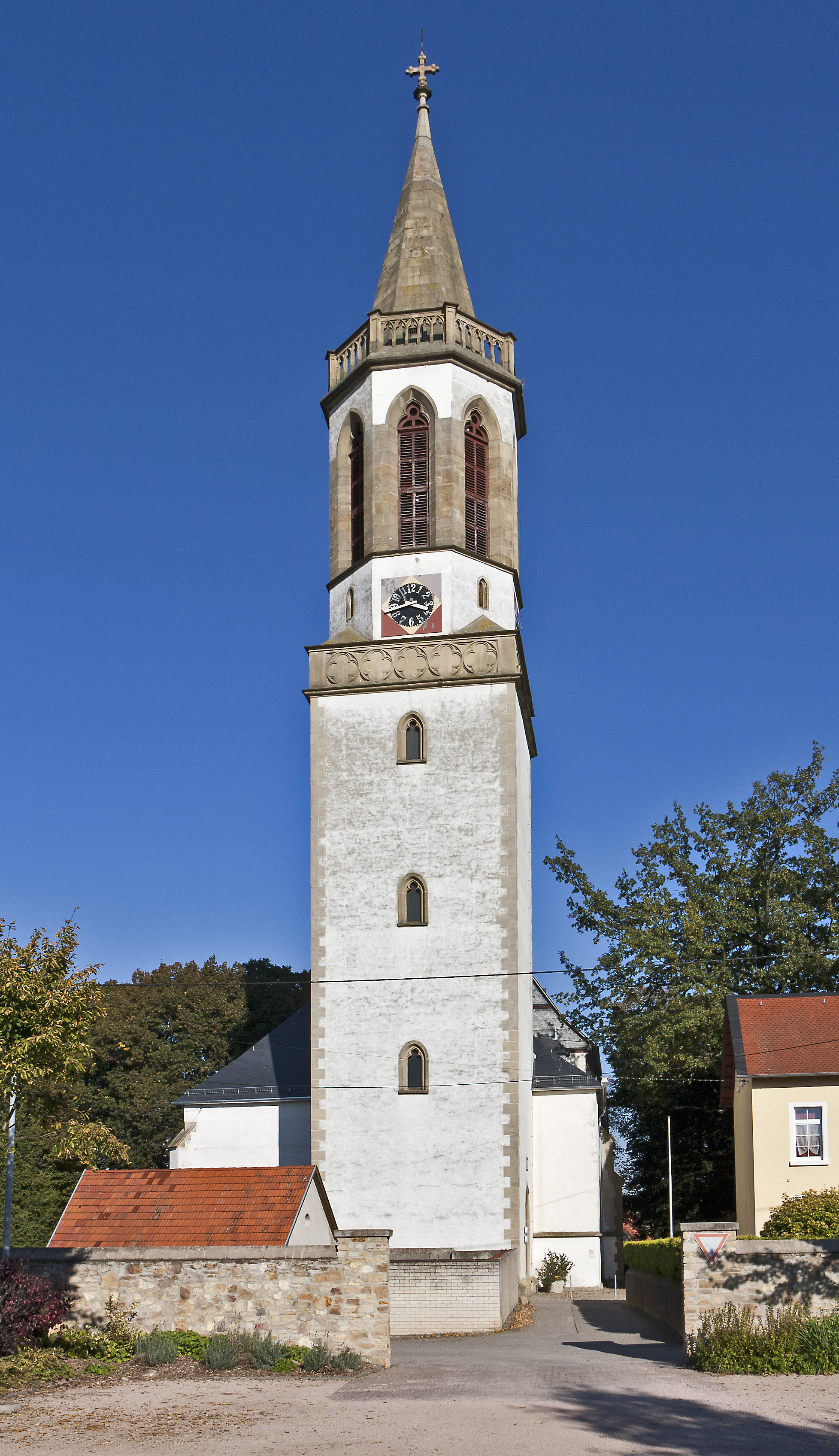
Glockenturm vom Friedhofsparkplatz aus gesehen

Der ursprüngliche Turm stand auf der Südseite des Langhauses und wurde 1344 errichtet. Er stürzte am 17. Februar 1799 zum Teil ein wobei sieben Männer der reformierten Gemeinde während des Gottesdienstes zu Tode kamen. Den heutigen Turm ließ die bürgerlichen Gemeinde, zwischen 1830 und 1833, unter der Leitung von Kreisbaumeister Augustin Wetter, mit achteckigem Glockengeschoss und Steinhelm errichten. Er schließt sich nun westlich an das evangelische Langhaus an. Der Ortsgemeinde Gau-Odernheim gehört der Glockenturm bis heute. Beide Kirchengemeinden haben das Recht, die Glocken zu läuten.
Durch seinen weißen Anstrich hebt sich der Glockenturm sehr gut von der Umgebung ab und ist auch noch aus einer größeren Entfernung, z. B. vom Wartbergturm im ca. 10 km entfernten Alzey gut zu erkennen.

## Gelände
Das Gelände um die Simultankirche gehört beiden Kirchen gemeinsam. Dort befand sich ursprünglich ein Friedhof, der heute zur Grünanlage umgestaltet ist. Der große Sockel des früheren Friedhofskreuzes ist noch erhalten. An der Choraußenmauer sind die (bereits stark ausgewaschenen) Grabplatten von Gerhard Vetzer von Geispitzheim († 1392) und des kurpfälzischen Amtmannes Siegfried von Oberstein († 1413) eingelassen.

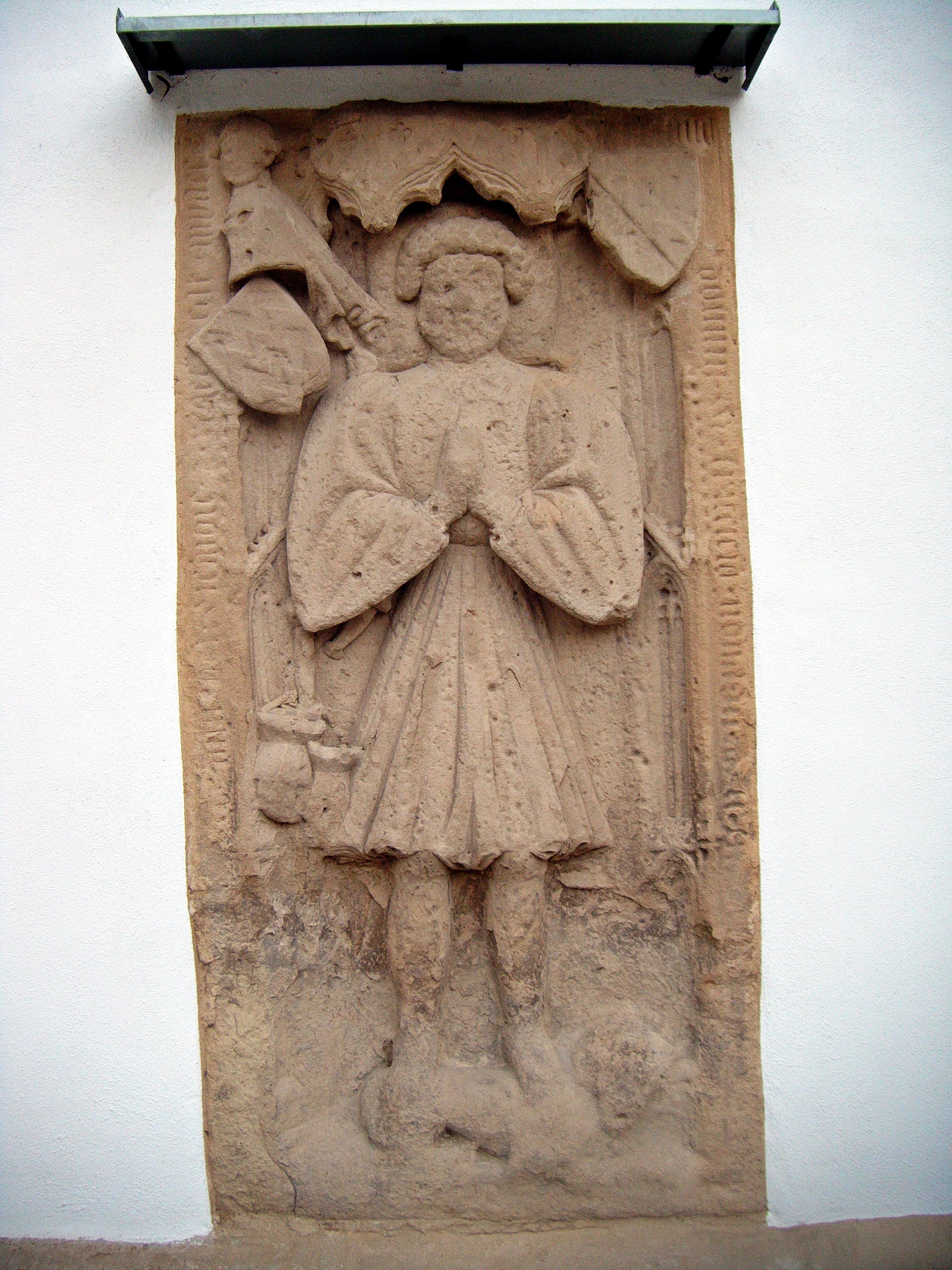
Grabplatte Gerhard Vetzer von Geispitzheim († 1392)
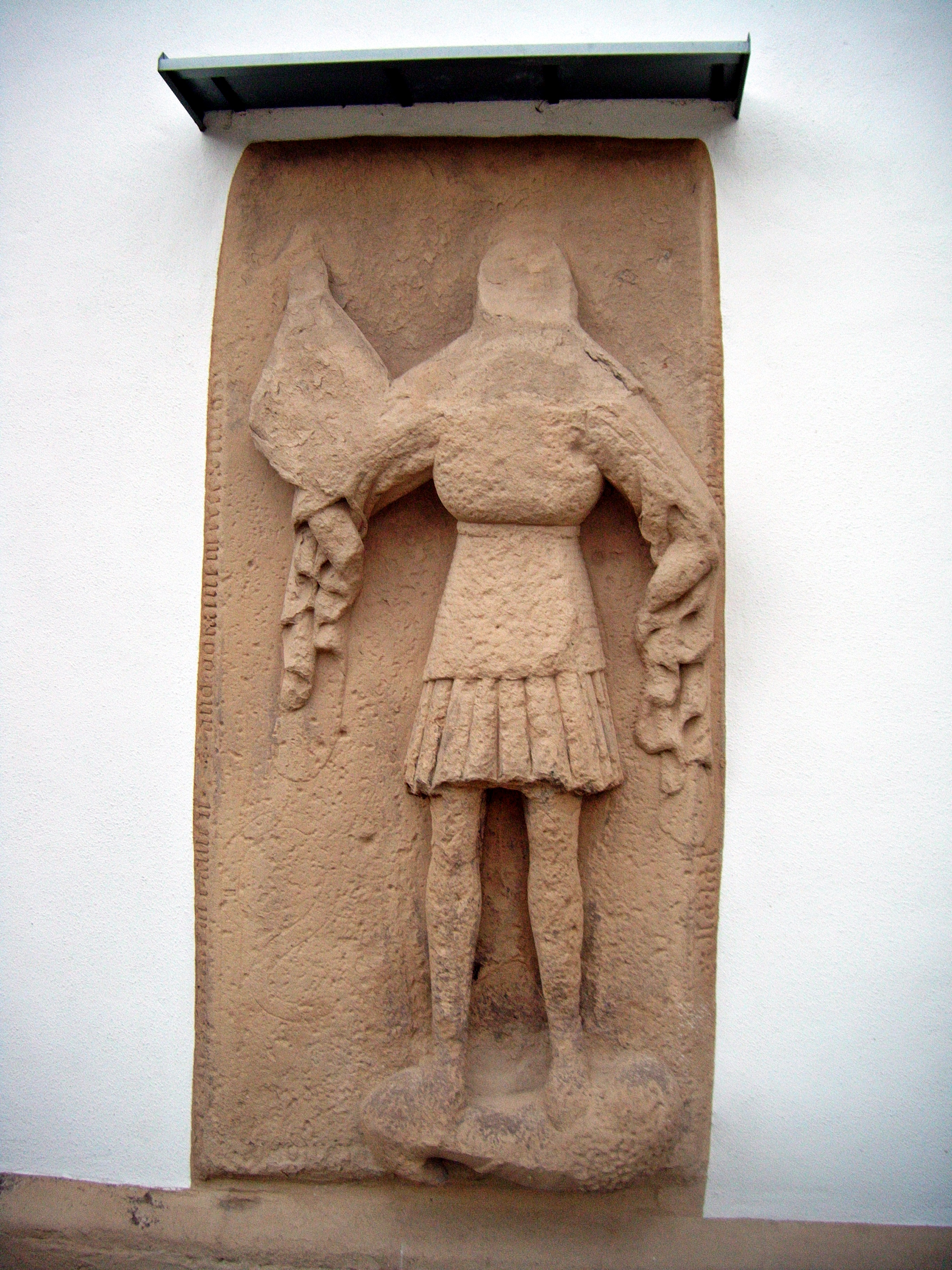
Grabplatte Siegfried von Oberstein († 1413)